# Magas (król Cyrenajki)
Magas (zm. 250 p.n.e.) – król Cyrenajki (panował w latach 276-250 p.n.e.), syn Bereniki I z pierwszego małżeństwa, pasierb Ptolemeusza I, mąż Apame, ojciec Bereniki II i teść Ptolemeusza III.
Ptolemeusz I powierzył mu rządy w zależnej od Egiptu Cyrenajce około 300 roku p.n.e. Po śmierci matki w 279 p.n.e. był w otwartym konflikcie z przyrodnim bratem - Ptolemeuszem II. W 276 p.n.e. Magas ogłosił się niezależnym królem Cyrenajki i zawarł skierowany przeciwko Egiptowi sojusz z władcą państwa Seleukidów Antiochem I, przypięczętowany małżeństwem z córką Antiocha - Apame. Podjął wtedy wyprawę na Egipt, która z racji buntu libijskiego plemienia Marmarydów i braku wsparcia ze strony Seleukidów zajętych wojną z Galatami została przerwana. Ptolemeusz II nie wykorzystał okazji do przejęcia inicjatywy, gdyż sam zmagał się z buntem najemników i w takiej sytuacji zachowano status quo z Magasem jako niezależnym królem Cyrenajki. Taki stan rzeczy przetrwał do około roku 250 p.n.e., kiedy Magas porozumiał się z Ptolemeuszem, wydając swoją córkę Berenikę II za przyszłego następcę tronu egipskiego - Ptolemeusza III Euergetesa. Berenika wnosiła w posagu Cyrenajkę, która przeszła pod panowanie egipskie.